# 阿朗泰勒河
阿朗泰勒河（法語：Arentèle，法語發音：[aʁɑ̃tɛl]）是法国大東部大區孚日省的河流，是莫爾塔涅河的左支流，长21.11千米。